# 愛西市立八輪小学校
愛西市立八輪小学校（あいさいしりつ はちわしょうがっこう）は、愛知県愛西市立石町にある公立小学校。

## 概要
- 校区は藤ケ瀬町、給父町、高畑町、江西町、元赤目町、赤目町、立石町、下大牧町、塩田町、二子町（定納、柳原、松原）であり、公立中学校の進学先は愛西市立八開中学校である[1]。
- 旧・海部郡八開村南部（旧・八輪村）の小学校であった。

## 沿革
- 1874年（明治7年）1月 - 高畑村に求益学校が開校する。立石村、藤ケ瀬村、給父村、江西村、高畑村、下大牧村、元赤目村、赤目村の児童が通学する。
- 1876年（明治9年）12月 - 立石村に校舎を新築し、移転する。同時に立石学校に改称する。
- 1877年（明治10年）7月 - 藤ケ瀬村と給父村が立石学校から離脱し、藤ケ瀬村に藤ケ瀬学校が開校する。
- 1880年（明治13年）4月 - 赤目村が立石学校から離脱し、赤目村に赤目学校が開校する。
- 1887年（明治20年）4月 - 立石学校、藤ケ瀬学校、赤目学校が統合され、尋常小学八輪学校となる。
- 1889年（明治22年）10月1日 - 立石村、藤ケ瀬村、給父村、江西村、高畑村、下大牧村、元赤目村、赤目村が合併し、八輪村が発足する。
- 1892年（明治25年） - 八輪尋常小学校に改称する。
- 1901年（明治34年） - 組合立北部高等小学校が開校する。
- 1906年（明治39年）7月1日 - 八輪村、開治村、六ツ和村の一部（塩後）が合併し八開村が発足。塩後は八輪尋常小学校校区に加わる。
- 1907年（明治40年） - 組合立北部高等小学校が廃校となる。八開高等小学校が開校する。
- 1911年（明治44年） - 八開高等小学校が廃校となる。八輪尋常小学校に高等科を設置し、八輪尋常高等小学校に改称する。
- 1918年（大正7年） - 八開高等小学校[注釈 1]が開校する。八輪尋常高等小学校の高等科を廃止し、八輪尋常小学校に改称する。
- 1941年（昭和16年）4月1日 - 八開村立八輪国民学校に改称する。
- 1947年（昭和22年）4月1日 - 八開村立八輪小学校に改称する。
- 1952年（昭和27年）2月 - 校舎を新築する。
- 1973年（昭和48年）7月 - プールが完成する。
- 1979年（昭和54年）1月 - 新校舎（鉄筋コンクリート造）が完成する。
- 1982年（昭和57年）3月 - 体育館が完成する。
- 2005年（平成17年）4月1日 - 佐織町、佐屋町、立田村、八開村が合併し、愛西市が発足。同時に愛西市立八輪小学校に改称する。

## 交通アクセス
- 愛西市巡回バス八開ルート「八開郵便局」バス停より徒歩約3分。

## 周辺施設
- 愛西市立八開中学校
- 八開郵便局
- 愛西市役所八開支所
- JAあいち海部八開